# Vallo Canavese

Vallo Canavese (più comunemente Vallo o Vallo di Caluso, Val in piemontese) è una frazione di Caluso, in provincia di Torino e fa parte del territorio del Canavese.

## Dislocazione geografica e Viabilità
Il paese è collocato geograficamente a sud del suo capoluogo, dal quale dista circa 5 km, ed è attraversato dalla Strada Provinciale 86 che congiunge la Strada statale 26 della Valle d'Aosta al comune di Montanaro.

Per quanto concerne le principali vie di comunicazione, Vallo è situato a circa 9 km (in direzione nord) dall'uscita di Chivasso Centro dell'Autostrada A4 Torino-Milano, e dista circa 1 Km dalla stazione FS di Rodallo della Ferrovia Chivasso-Ivrea-Aosta.

## Etimologia
Il nome Vallo (dal latino vallum, ovvero muro, linea fortificata) si pensa derivi dal periodo medievale o dai secoli immediatamente successivi in cui il paese fungeva da primo sbarramento fortificato a difesa di Caluso, che all'epoca era un ricco borgo al centro di lotte sanguinose per il suo controllo.

## Galleria d'immagini

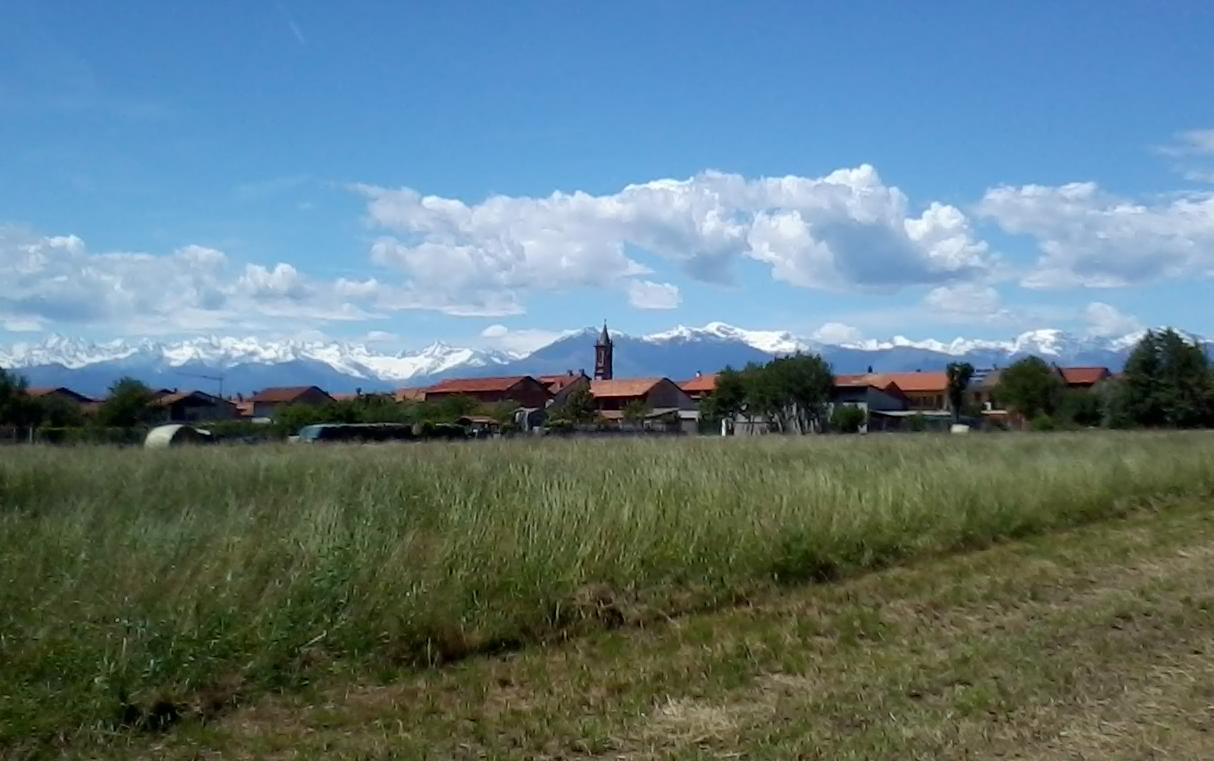
Panorama dalla campagna circostante
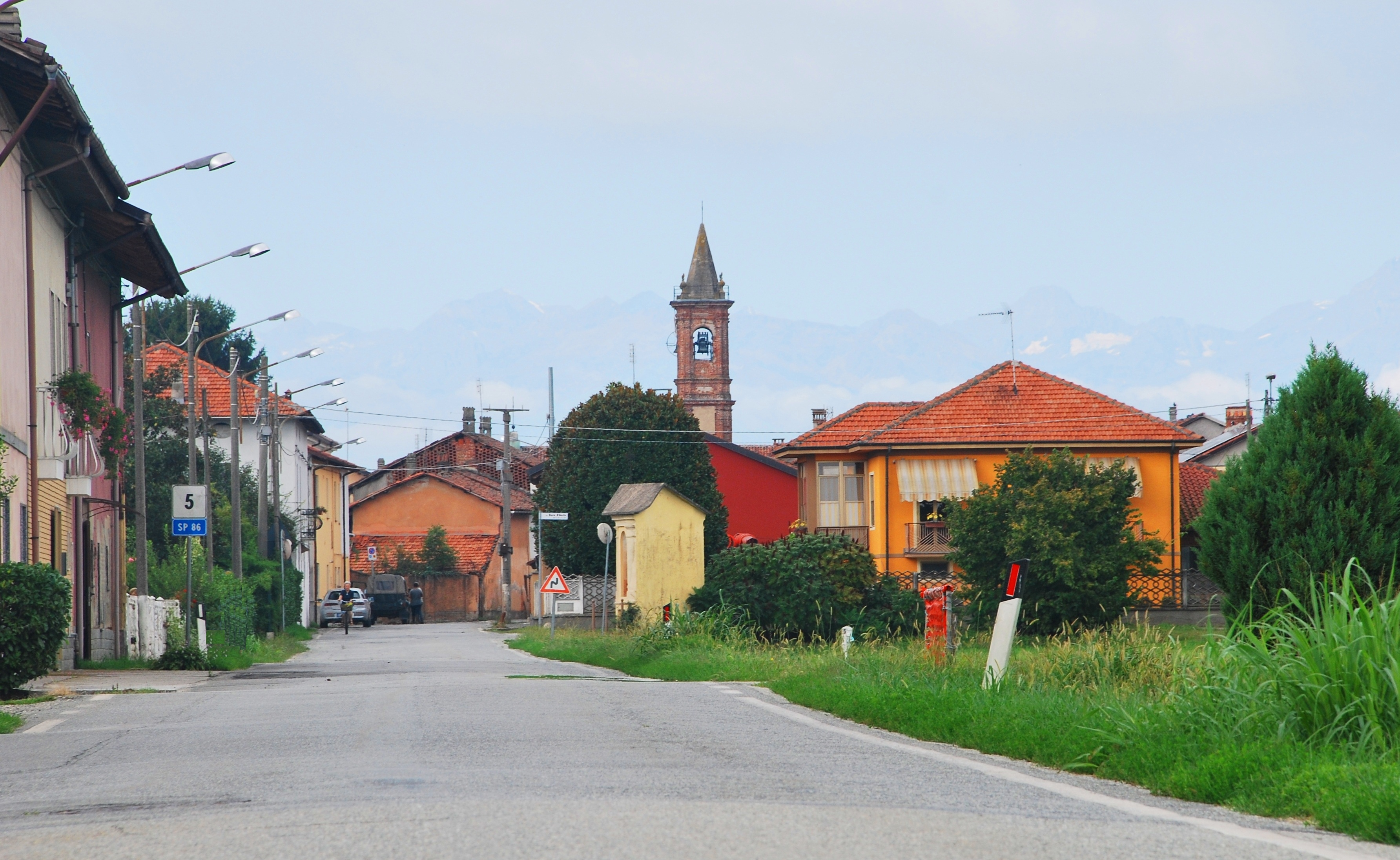
Vallo visto da Est
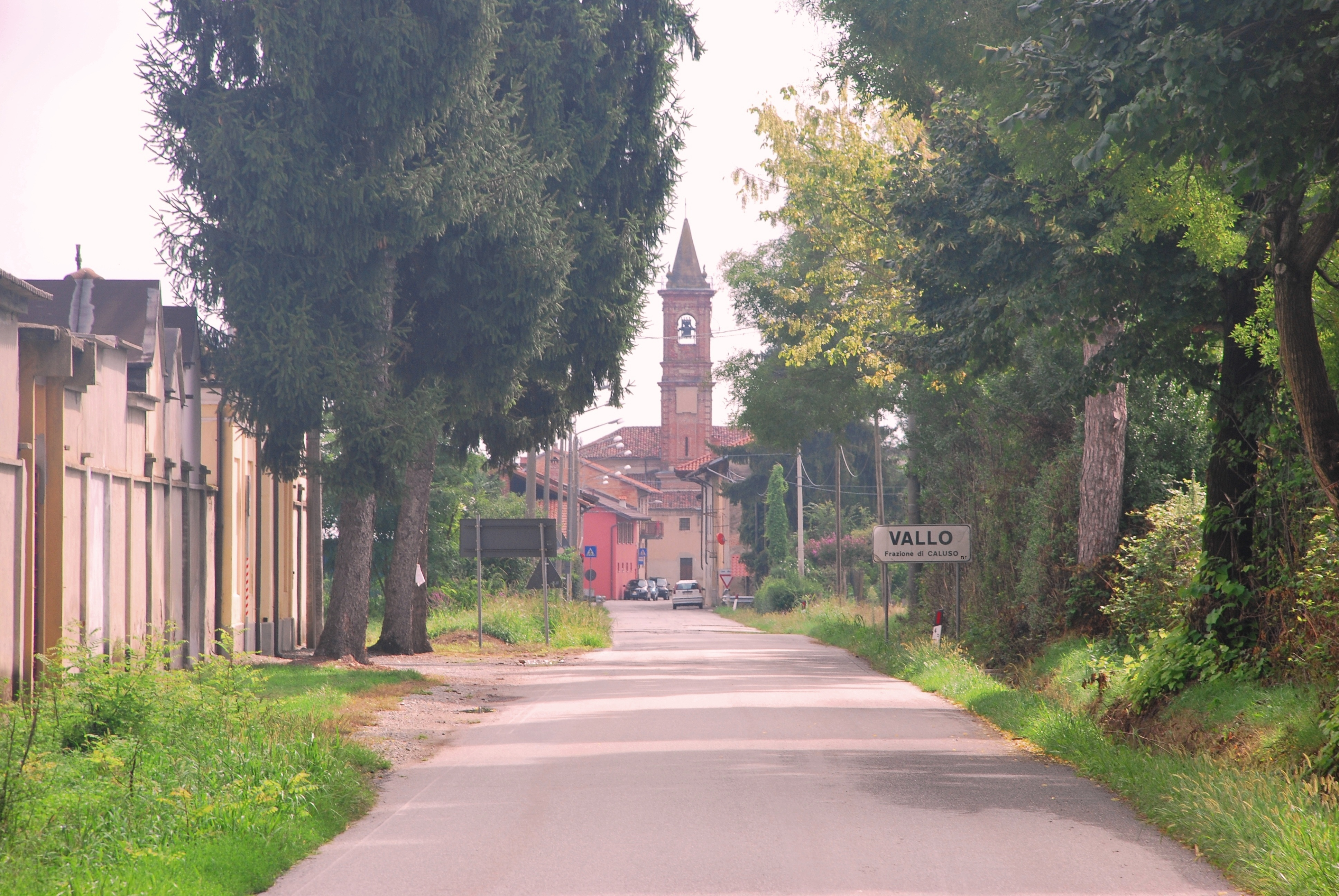
Vallo visto da Ovest
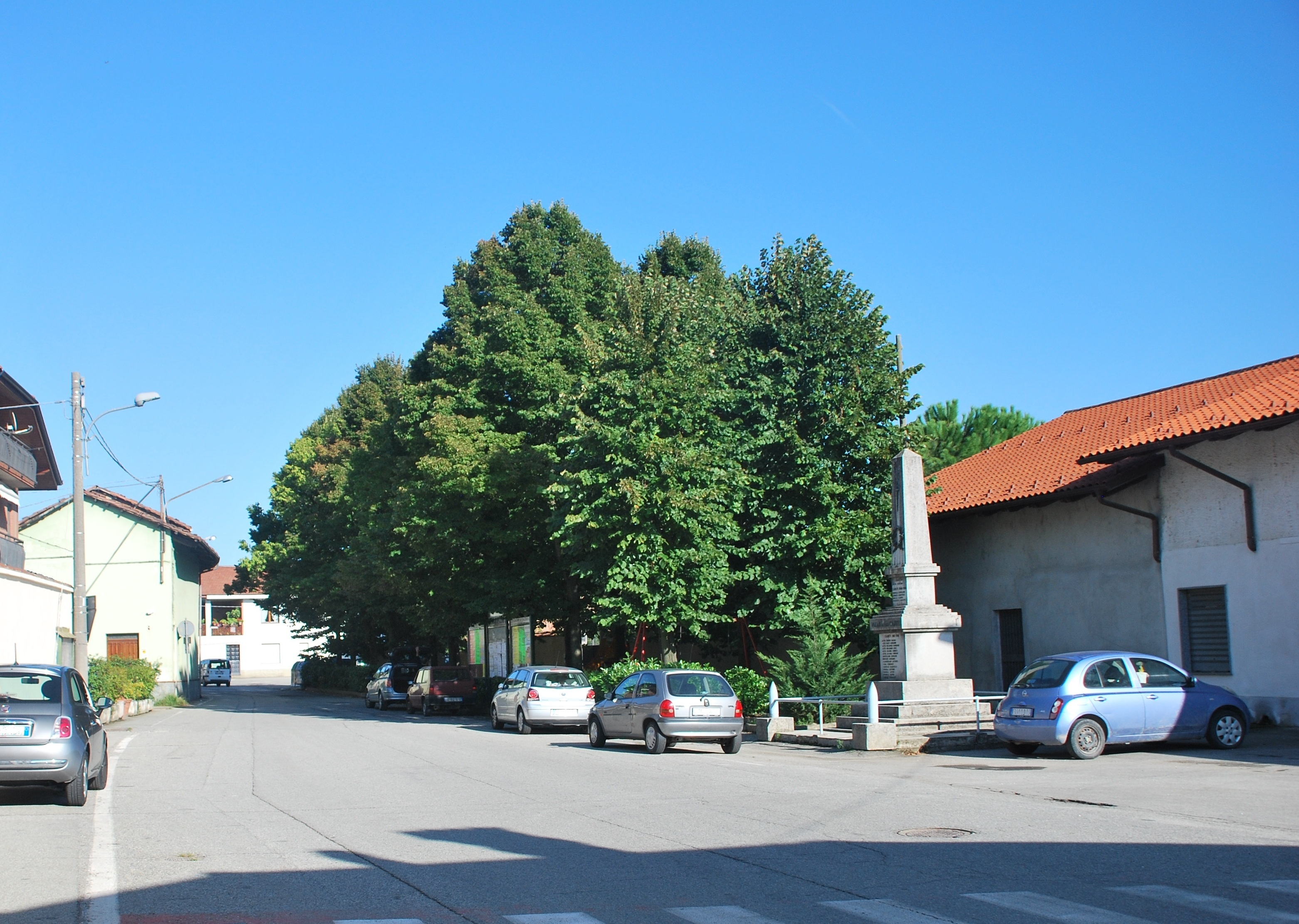
La piazza principale
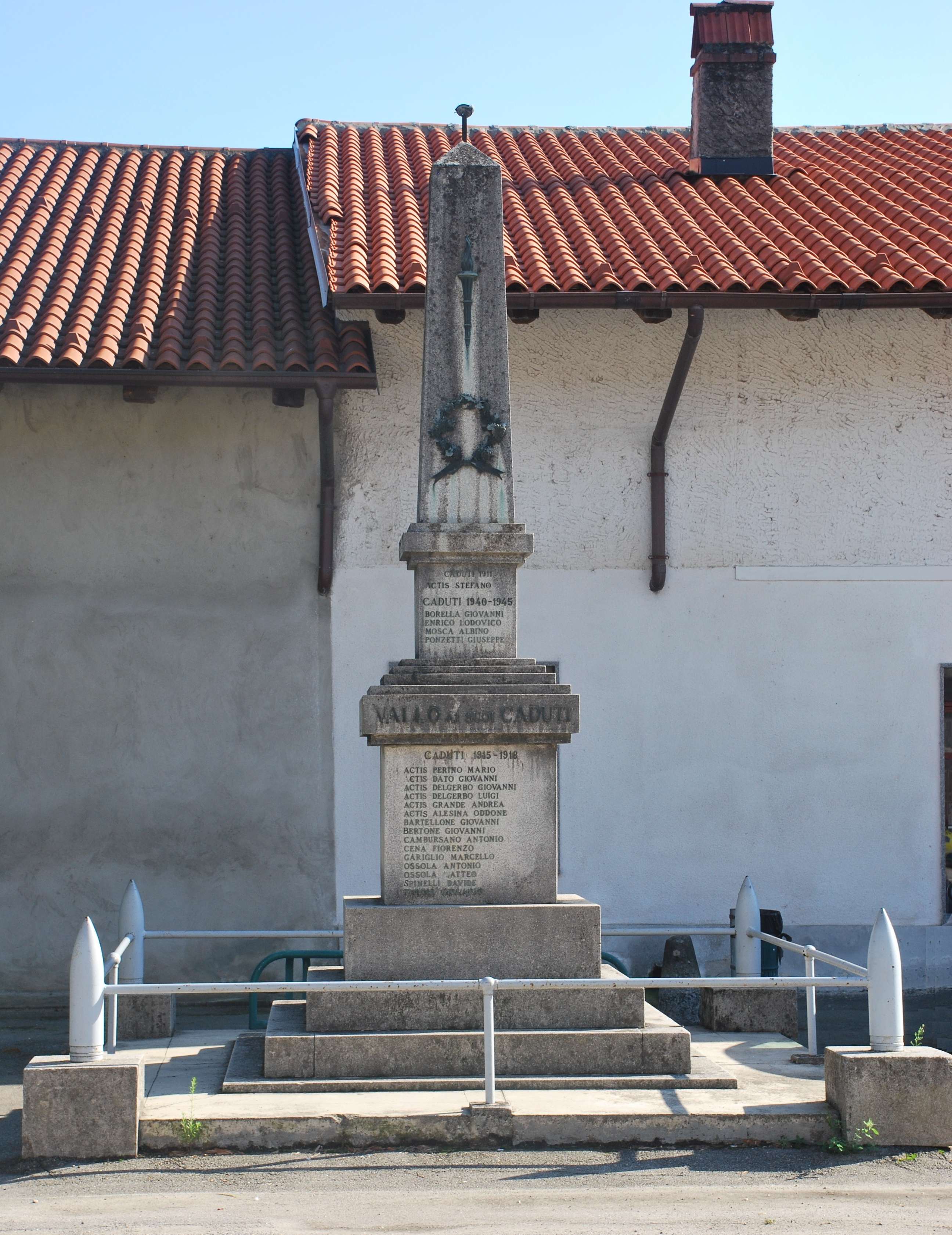
Il monumento ai Caduti in Guerra
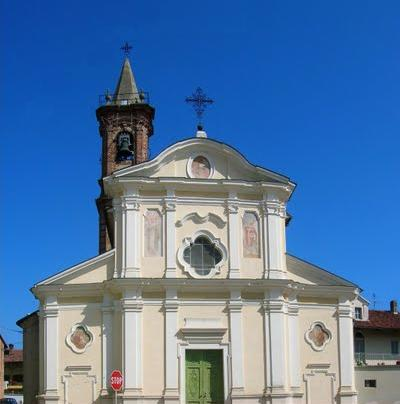
La chiesa di Vallo
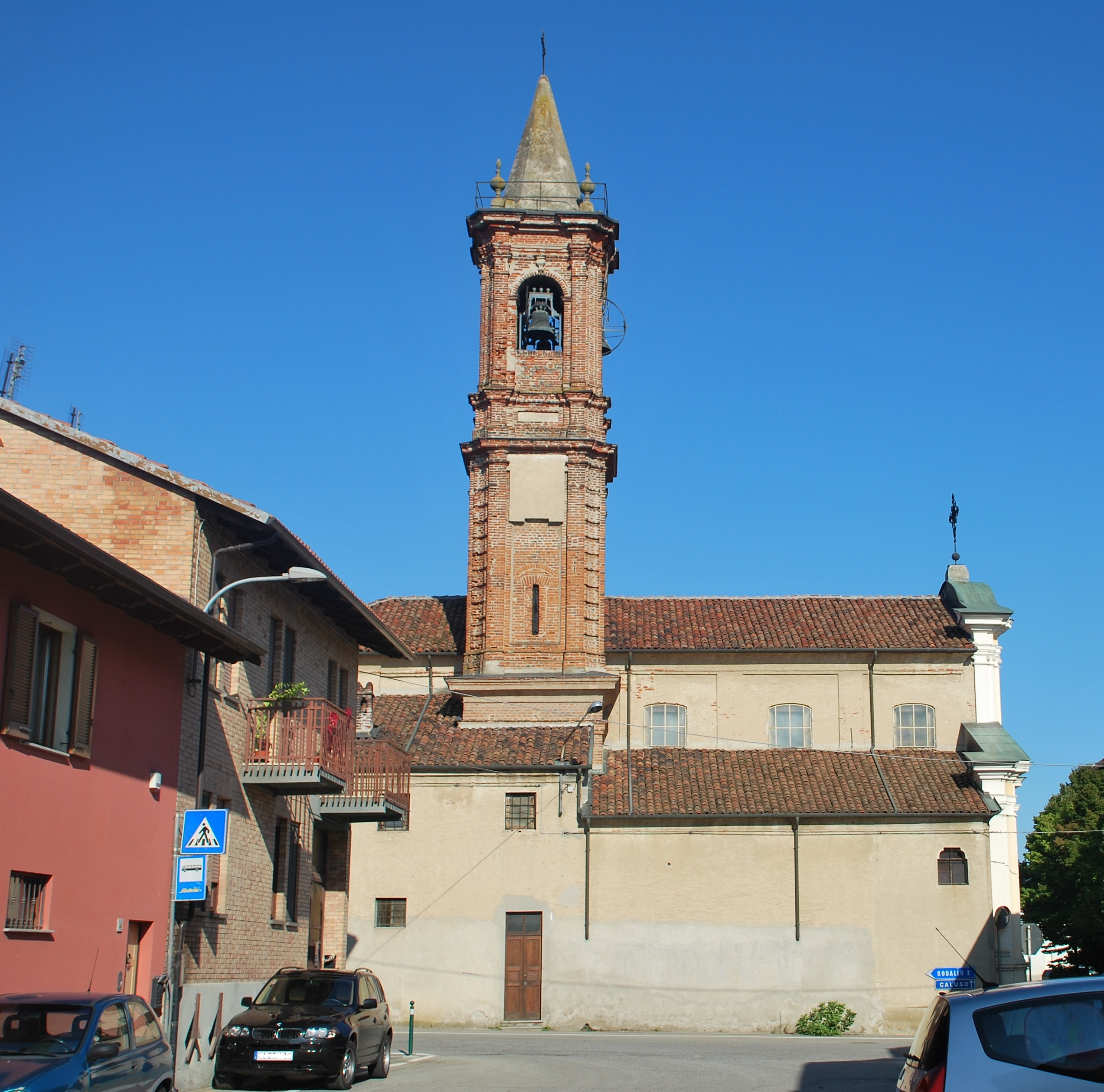
La chiesa di Vallo - vista laterale
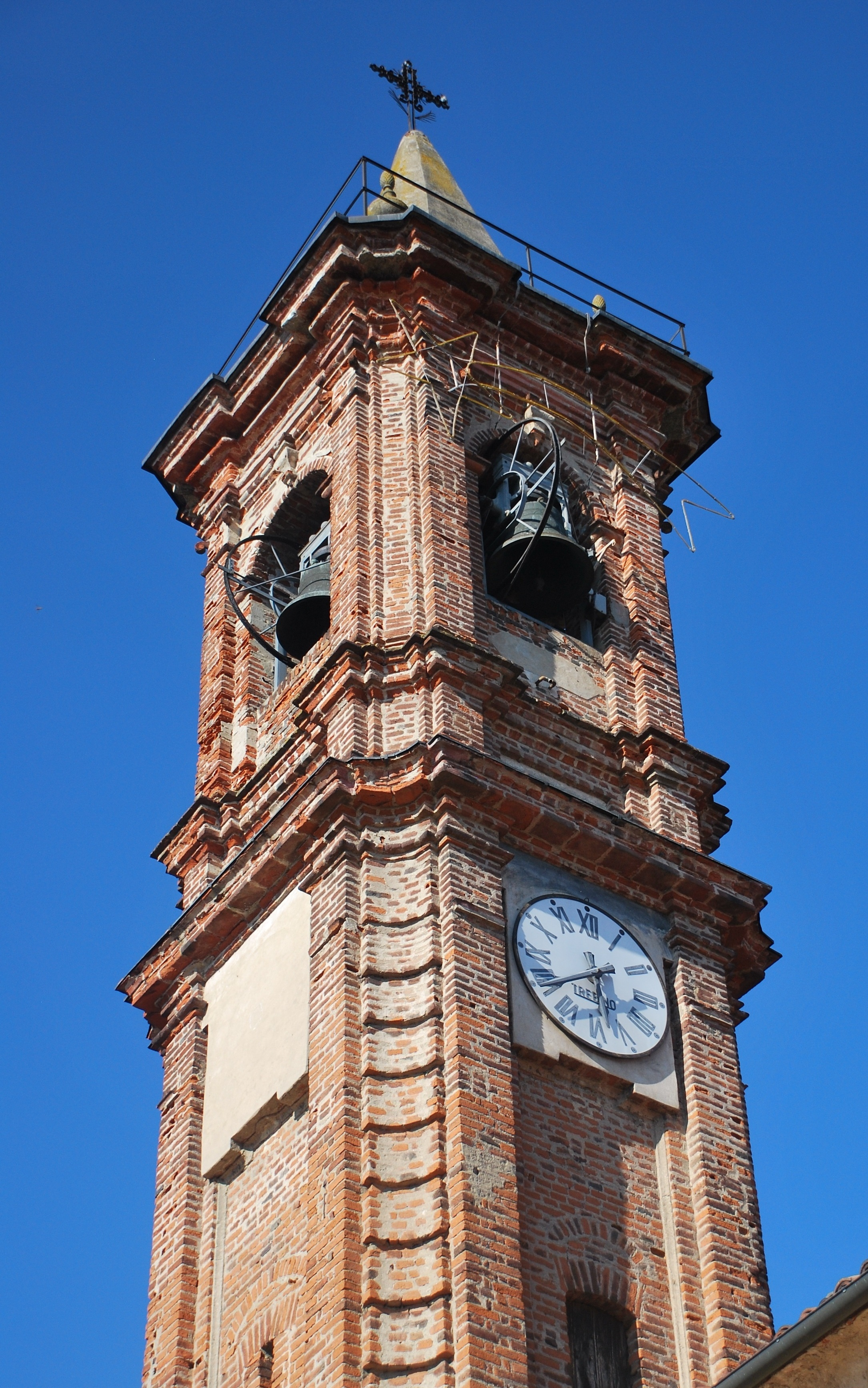
Il campanile di Vallo